# Пюстрих
Пюстрих (нем. Püsterich, Püsteriche, Peuster) — оригинальная культовая статуэтка, устроенная по принципу паровых воздуходувок и огнемётов (Героновы шары), представляет собой шарообразные полые, обычно пузатые фигуры из глины или бронзы.

## История

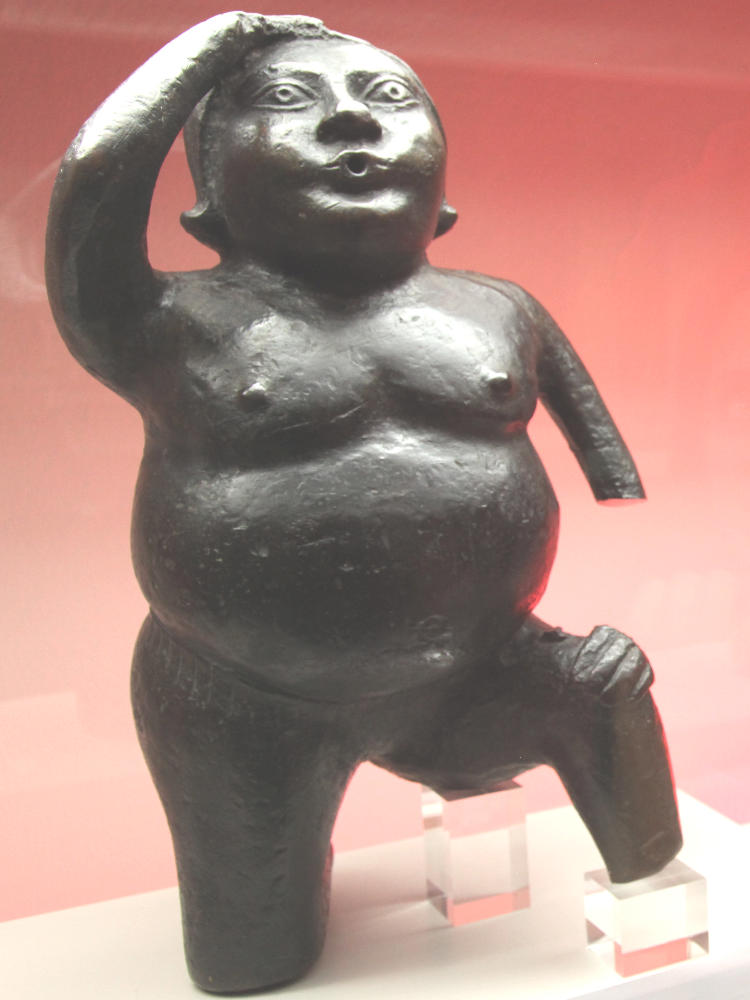
Пюстрих, смотрящий на солнце (Пюстрих фон Зондерсхаузен)

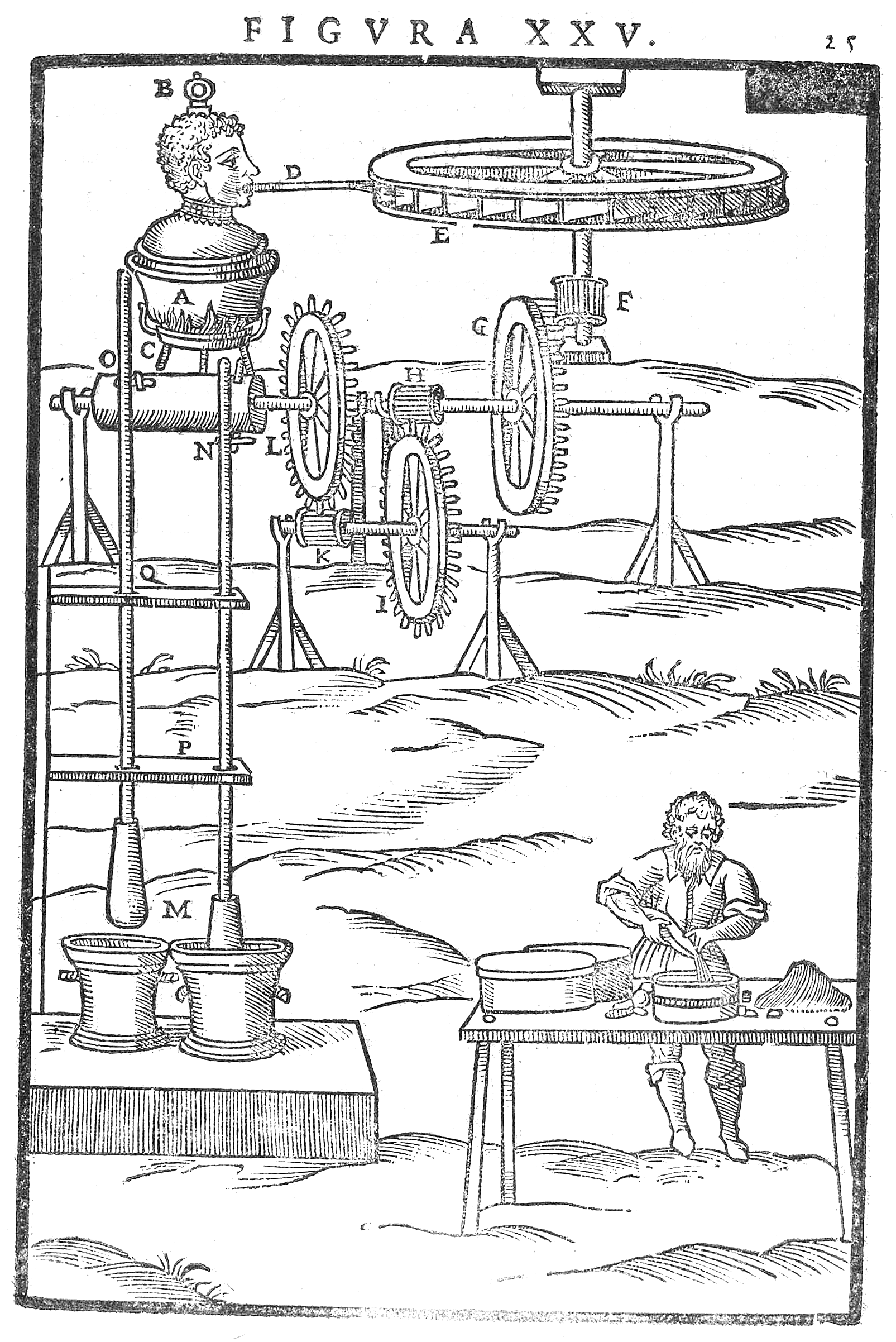
Пюстрих как часть паровой турбины. Джовани Бранка, 1629

Пюстрих относится к так называемым эолипилам, название которых восходит к Эолу, древнему богу ветра; они уже упоминаются Героном Александрийским в его «Пневматике», работе, посвященной практическому использованию воздушных и водных потоков. Там, однако, они описываются скорее как чудеса и гениальные изобретения, как театры-автоматы; В любом случае, так называемый «шар цапли» также понимался как таковой, самый ранний паровой аппарат из всех, и относился к курьезам. С другой стороны, эолипилы рассматриваются как научные инструменты Витрувием, который в первой из своих десяти книг по архитектуре (I.6.2), там где речь идёт о городском планировании и ветрах, от которых ограждают улицы, пишет, что действие ветра можно было имитировать и читать по полым рудным шарикам с крошечным отверстием, которые, будучи наполненными водой и помещенными у огня, яростно дули, как только нагревались: «Вот как маленькая и очень короткая игра может быть подытожена получением знаний и пониманием великих и плодородных естественных законов неба и ветров».
Пюстрих почитался вендами и лужичанами: ему делали жертвоприношения не только зверей, но и людей. Такими же устрашающими делали и его изображения. Его пустотелую бронзовую фигуру в виде толстого мальчика с поднятой рукой, имеющую два отверстия — в темени и на месте рта, жрецы наполняли его водой, затыкали дыры пробками и разводили под ним огонь (как это делал Фаларид под своим быком); пар выталкивал пробки, производя невообразимый шум, и тогда жрец выдавал прорицания.
Самая известная фигурка Пюстриха — бронзовый «Пюстрих фон Зондерсхаузен» высотой 57 см, был найден в замке Ротенбург в Тюрингии в 1540-х годах и упоминается в многочисленных описаниях с 1591 года. Первоначально предполагалось, что это был дохристианский тюрингский идол. По сей день точно неизвестно, какое значение (и даже имелось ли оно вообще) изначально имели эти огнеметы, помимо простого раздувания огня. Тем не менее их изображение как Силена, по крайней мере, как приземистой, приземленной фигуры, с объемными формами тела или чрезмерно большими гениталиями, является безошибочным выражением связанной с ней особой идеи плодородия. И одна только их сохранность, то есть тот факт, что они не были переплавлены, как большинство изделий из бронзы, когда они больше не служили своей цели, указывает на то, что они считались и ценились как ценные предметы, и это далеко за пределами древности. Однако сомнительно, как передавались знания об этих статуэтках.
Наименование Püster или Püsterich носили духовые ружья в Нижней Германии, они обычно переделывались из длинных стволов огнестрельного оружия, пришедшего в негодность, и использовались в сельской местности для раздувания огня в печи.